# Amt Bad Kleinen

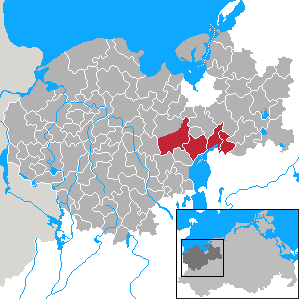
Amt Bad Kleinen im Landkreis Nordwestmecklenburg

Im Amt Bad Kleinen im Landkreis Nordwestmecklenburg in Mecklenburg-Vorpommern mit Sitz in der Gemeinde Bad Kleinen waren die fünf Gemeinden Bad Kleinen, Beidendorf, Bobitz, Hohen Viecheln und Ventschow zur Erledigung ihrer Verwaltungsgeschäfte zusammengeschlossen. 
Am 13. Juni 2004 wurde die vormals selbständige Gemeinde Beidendorf zusammen mit Groß Krankow nach Bobitz eingemeindet. Das Amt bestand nur wenige Jahre und wurde am 1. Januar 2005 aufgelöst. Alle amtsangehörigen Gemeinden wurden zusammen mit den Gemeinden des Amtes Dorf Mecklenburg sowie den Gemeinden Barnekow und Gägelow aus dem Amt Gägelow in das neue Amt Dorf Mecklenburg-Bad Kleinen überführt.